# Архиепархия Картахены
Архиепархия Картахены (лат. Arcidiocesi di Cartagena) — архиепархия Римско-Католической церкви с центром в городе Картахена, Колумбия. В митрополию Картахены входят епархии Маганге, Монтелибано, Монтерии, Синселехо. Кафедральным собором архиепархии Картахены является церковь Пресвятой Девы Марии.

## История
24 апреля 1534 года Святой Престол учредил епархию Картахены, выделив её из епархий Панамы (сегодня — Архиепархия Панамы). В этот же день епархия Картахены вошла в митрополию Севильи.
31 августа 1804 года епархия Картахены передала часть своей территории для образования новой епархии Антиокии (сегодня — Архиепархия Санта-Фе-де-Антиокии).
20 июня 1900 года епархия Картахены была возведена в ранг архиепархии.
В следующие годы архиепархия Картахены передала часть своей территории для образования новых католических структур:
- 20 июня 1912 года — миссии sui iuris Сан-Андрес-и-Провиденсии (сегодня — Апостольский викариат Сан-Андрес-и-Провиденсии);
- 12 июня 1924 года — апостольской префектуре Сину (сегодня — Епархия Монтелибано);
- 7 июля 1932 года — епархии Монтерии;
- 20 ноября 1954 года — епархии Барранкильи (сегодня — Архиепархия Барранкильи);
- 25 апреля 1969 года — епархиям Маганге, Синселехо и территориальной прелатуре Альто-Сину (сегодня — Епархия Монтелибано).

## Ординарии архиепархии
- епископ Tomás de Toro O.P.[1] (24.04.1534 — ?);
- епископ Jerónimo de Loayza O.P. (5.12.1537 — 13.05.1541) — назначен епископом Лимы;
- епископ Francisco de Santa María Benavides Velasco O.S.H. (20.07.1541 — 17.07.1550) — назначен епископом Мондоньедо;
- епископ Gregorio de Beteta O.P. (20.03.1552 — 1556);
- епископ Juan Simancas Simancas (5.12.1561 — 1570);
- епископ Pedro Arévalos O.S.H. (18.05.1571 — 1572);
- епископ Dionisio de Santos O.P. (25.06.1574 — 9.09.1577);
- епископ Juan Montalvo O.P. (6.10.1578 — 10.09.1586);
- епископ Antonio de Hervias O.P. (28.09.1587 — 1590);
- епископ Juan de Vivero O.S.A. (1590);
- епископ Juan de Lagrada (29.01.1597 — 22.07.1613);
- епископ Pedro Vega (6.10.1614 — 1617);
- епископ Diego Ramírez de Zepeda O.S. (1617);
- епископ Diego Torres Altamirano O.F.M.Obs. (26.06.1617 — 10.12.1621);
- епископ Francisco Sotomayor O.F.M.Obs. (22.05.1623 — 18.12.1623) — назначен епископом Кито;
- епископ Luis Córdoba Ronguillo O.SS.T. (9.12.1630 — 13.08.1640) — назначен епископом Трухильо;
- епископ Cristóbal Pérez de Lazárraga O.Cist. (8.10.1640 — 18.02.1648);
- епископ Francisco Rodríguez de Valcárcel (28.06.1649 — 18.06.1651);
- епископ García Martínez Cabeza (1653);
- епископ García Ruiz Cabezas (27.06.1654 — 1658);
- епископ Antonio Sanz y Luzano (10.11.1659 — 22.02.1681) — назначен архиепископом Санта-Фе в Новой Гранаде;
- епископ Antonio Benavides y Piérola (3.03.1681 — 1712);
- епископ Antonio María Cassiani O.S.Bas. (17.09.1714 — 25.11.1717);
- епископ Juan Francisco Gómez Calleja (15.04.1720 — 19.11.1725) — назначен епископом Попаяна;
- епископ Manuel Antonio Gómez de Silva (20.02.1726 — 20.09.1728) — назначен епископом Попаяна;
- епископ Juan Francisco Gómez Calleja (1728);
- епископ Gregorio de Molleda y Clerque (3.08.1729 — 19.12.1740) — назначен епископом Трухильо;
- епископ Diego Martínez Garrido O.S. (6.03.1741 — 22.08.1746);
- епископ Bernardo de Arbiza y Ugarte (28.11.1746 — 15.11.1751) — назначен епископом Трухильо;
- епископ Bartolomé de Narváez y Berrio (20.12.1751 — 6.02.1754);
- епископ Jacinto Aguado Chacón (1754 — 17.02.1755) — назначен епископом Арекипы;
- епископ Diego Antonio Valenzuela y Fajardo (1755);
- епископ Manuel de Sosa y Béthencourt (17.11.1755 — 22.04.1765) — назначен епископом Санта-Фе в Новой Гранаде;
- епископ Diego Bernardo de Peredo y Navarrete (9.12.1765 — 22.06.1772) — назначен епископом Юкатана;
- епископ Agustín de Alvarado y Castillo (7.09.1772 — 13.03.1775) — назначен епископом Санта-Фе в Новой Гранаде;
- епископ Blas Manuel Sobrino y Minayo (13.03.1775 — 16.12.1776) — назначен епископом Кито;
- епископ José Fernández Díaz de la Madrid O.F.M.Obs. (28.07.1777 — 3.12.1792) — назначен епископом Кито;
- епископ Miguel Álvarez y Cortés (3.12.1792 — 22.09.1795) — назначен епископом Кито;
- епископ Jerónimo Gómez de Liñán de la Borda (27.06.1796 — 30.09.1805);
- епископ Custodio Ángel Díaz Merino O.P. (26.08.1806 — 12.01.1815);
- епископ Gregorio Rodríguez Carrillo O.S.Bas. (8.03.1816 — 12.03.1828);
- епископ Juan Fernández de Sotomayor Picón (19.12.1834 — 29.03.1849);
- епископ Pedro Antonio Torres (20.05.1850 — 20.12.1853) — назначен епископом Попаяна;
- епископ Bernardino Medina y Moreno (16.02.1856 — 26.03.1877);
- епископ Juan Nepomuceno Rueda (21.09.1877 — 12.09.1878);
- епископ Manuel Cerón (28.02.1879 — 9.05.1880);
- епископ Eugenio Biffi P.I.M.E. (7.02.1882 — 8.11.1896);
- архиепископ Pietro Adamo Brioschi P.I.M.E. (15.02.1898 — 13.11.1943);
- архиепископ José Ignacio López Umaña (13.11.1943 — 3.10.1974);
- архиепископ Rubén Isaza Restrepo (3.10.1974 — 15.03.1983);
- архиепископ Carlos José Ruiseco Vieira (23.09.1983 — 24.10.2005);
- архиепископ Хорхе Энрике Хименес Карвахаль C.I.M. (24.10.2005 — 25.03.2021);
- архиепископ Francisco Javier Múnera Correa, I.M.C. (25.03.2021 — по настоящее время).

## Источник
- Annuario Pontificio, Libreria Editrice Vaticana, Città del Vaticano, 2003, ISBN 88-209-7422-3  (лат.)
- Konrad Eubel, Hierarchia Catholica Medii Aevi, vol. 3 Архивная копия от 21 марта 2019 на Wayback Machine, стр. 154; vol. 4, стр. 137; vol. 5, стр. 145—146  (лат.)
- G. A. Thompson, The Geographical and Historical Dictionary of America and the West Indies Архивная копия от 9 сентября 2016 на Wayback Machine, Vol. I, London 1812, cnh. 326—328  (англ.)